# Бронхиальная артерия
Бронхиа́льные арте́рии ответвляются от грудной аорты и/или её ветвей. Кровоснабжают трахею, бронхи, лимфатические узлы грудной клетки, висцеральную плевру, перикард, среднюю часть пищевода, заднее средостение, блуждающий нерв, а также vaso vasorum аорты, лёгочного ствола и лёгочной вены. В нормальных условиях через бронхиальные артерии  проходит около 1% общего сердечного выброса.

## Топография
Бронхиальные артерии (БА) расположены в заднем средостении. Ответвляются от материнских сосудов (чаще всего - грудной аорты) относительно позвоночника между позвонками Т3 и Т8. Наиболее часто (порядка 70% случаев ) - между верхней замыкательной пластиной тела  позвонка Т5 и нижней замыкательной пластиной тела позвонка Т6. Такой вариант ответвления называется ортотопическим.  Бронхиальные артерии, которые берут начало в другом месте аорты или из другой сосудистой сети, называются эктопическими. По результатам различных исследований, от 40 до 60% людей имеют хотя бы одну эктопическую артерию.  Возможные места возникновения эктопических артерий включают нижнюю дугу аорты, дистальную нисходящую грудную аорту, подключичную артерию, брахиоцефальный ствол, тироцервикальный ствол, внутреннюю молочную артерию и коронарную артерию.
Обычно имеются три главные бронхиальные артерии: одна справа, и две - слева.
Левые бронхиальные артерии чаще всего отходят непосредственно от аорты.
Верхняя левая бронхиальная артерия - берет начало от грудной аорты около уровня дуги аорты, латеральнее киля трахеи и сзади от левого главного бронха;
Нижняя левая бронхиальная артерия - отходит от грудной аорты параллельно верхней левой бронхиальной артерии, но ниже левого главного бронха
Правая бронхиальная артерия иногда берёт начало непосредственно от аорты, но чаще имеет общее происхождение с другой артерией. Наиболее распространенная конфигурация - это общее происхождение правой бронхиальной артерии и межреберной артерии (около 50% случаев) - образование, известное как межрёберно-бронхиальный ствол (англ:  intercostal bronchial artery trunk (ICBAT))   Межрёберно-бронхиальный ствол обычно начинается от переднемедиальной или заднемедиальной стенки грудной аорты и проходит вверх, давая начало одной или нескольким межреберным артериям, после чего резко идёт вниз в виде бронхиальной артерии.
Основные бронхиальные артерии входят в легкие через лёгочные ворота, проходят параллельно бронхам, располагаясь в их наружном соединительнотканном слое, и разветвляются на более мелкие сосуды - до уровня респираторных бронхиол. Они имеют диаметр около 1,5 мм в начале, и сужаются примерно до 0,5 мм на уровне лёгочных ворот. Увеличение диаметра БА обычно свидетельствует о наличии заболевания.

## Вариативность
Девять вариантов отхождения бронхиальных артерий от аорты впервые описал Е. В. Колдуэлл в 1948-м году. 
Из них четыре основных варианта: 
1. две бронхиальные артерии отходят от аорты слева, а одна справа от межреберно-бронхиального ствола (МРБС) (40,6% случаев согласно Клодуэллу)
2. слева одна бронхиальная артерия, а справа — один МРБС (21% случаев)
3. две бронхиальные артерии отходят слева и две справа, при этом одна из артерий справа представлена в виде МРБС (20% случаев)
4. одна артерия определяется слева, а две справа, при этом одна из артерий справа представлена в виде МРБС (9.7% случаев) 
Эти результаты были получены в результате исследования всего лишь ста пятидесяти образцов, что недостаточно для получения достоверной статистической информации. В работах более поздних исследователей были получены другие процентные отношения. Кроме основных бронхиальных артерий, часто имеются дополнительные бронхиальные артерии меньшего диаметра, ответвляющиеся от грудной аорты.

## Коллатеральное кровообращение
Бронхиальные артерии анастомозируют с лёгочными артериями, и при обструкции последних сердечный выброс в бронхиальные артерии может увеличиваться с 1% до 18-30%